# 江必新
江必新（1956年9月—），男，湖北枝江人，中国法学家，法学博士，二级大法官。现任第十三届全国人民代表大会宪法和法律委员会副主任委员。曾任中华人民共和国最高人民法院副院长、审判委员会委员，最高人民法院第三巡回法庭庭长。中共十八届中央纪律检查委员会委员、常委，中共十九大代表，第十三届全国人民代表大会代表。

## 生平
1982年，取得西南政法学院（现西南政法大学）法学学士。1985年，获得西南政法学院中国法制史专业法学硕士学位。
1985年1月，任最高人民法院研究室助理审判员，后来逐步成为行政审判庭助理审判员、审判员、副庭长、庭长和最高人民法院副院长（期间：1999年至2004年在北京大学法学院在职学习，获法学博士学位）。2004年，任湖南省高级人民法院院长。2007年12月，出任最高人民法院副院长、党组成员、审判委员会委员。2016年12月，兼任最高人民法院第三巡回法庭庭长、分党组书记。2018年2月24日，当选为第十三届全国人大代表。2019年6月，出任最高人民法院党组副书记，不再兼任最高人民法院第三巡回法庭庭长、分党组书记。2020年4月，不再担任最高人民法院党组副书记、副院长。
2005年，受聘为中南大学兼职教授、博士生导师。2007年12月，被授予中华人民共和国二级大法官。2008年3月，受聘华侨大学名誉教授。也是中国政法大学特聘教授、行政法博士生导师。

## 著作
个人著作有：《行政诉讼问题研究》、《行政诉讼法疑难问题探讨》、《法文化的建构及法制教育工程》、《国家赔偿法原理》、《中国行政诉讼制度之发展》、《WTO与行政法制》。
合著有：《行政程序法概论》、《行政诉讼法学治》、《走向权利的时代》、《体制改革与完善诉讼制度》、《国家赔偿问题研究》、《当代行政诉讼基本问题》等；
他还在《中国法学》、《法学研究》等著名法学刊物上发表过百余篇论文。

## 荣誉
- 1999年，第二届全国十大杰出中青年法学家